# Maël-Carhaix
Maël-Carhaix [mɛl kaʁɛ] est une commune française située dans le département des Côtes-d'Armor, en région Bretagne.
Ses habitants sont les Maël-Carhaisiens et les Maël-Carhaisiennes.

## Géographie

### Situation

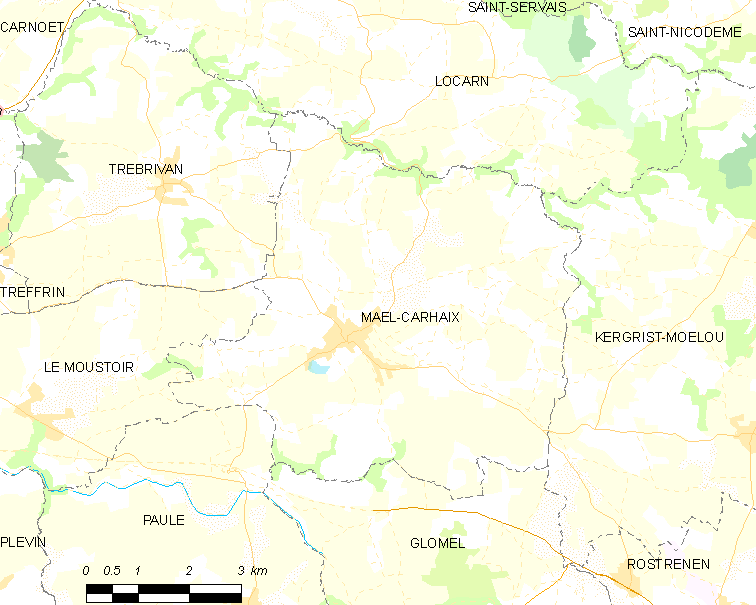
Carte de Maël-Carhaix et des communes avoisinantes.

| Trébrivan   | Locarn                         | Kergrist-Moëlou   |
| Trébrivan   | Maël-Carhaix                   | Plounévez-Quintin |
| Le Moustoir | Paule, Canal de Nantes à Brest | Glomel, Rostrenen |

### Description
Maël-Carhaix est située au cœur du Centre Bretagne, dans l'extrême sud-ouest des Côtes-d'Armor, à proximité des limites départementales du Finistère (l'une des villes proches est d'ailleurs Carhaix, située dans le Finistère, même si la commune est aussi à proximité de Rostrenen) et du Morbihan et fait partie du territoire breton traditionnel du pays Fisel. La voie rapide RN 164 construite à la fin de la décennie 1990 la relie à plusieurs grandes villes de Bretagne comme (Brest, Quimper en allant vers l'ouest, via Châteaulin ou, en allant vers l'est, Rennes, via Rostrenen et Loudéac).
| - Carte topographique de la commune de Maël-Carhaix. |

Les cours d'eau principaux sont la rivière de Kersault, affluent de rive gauche de l'Hyères, qui coule à la limite nord du finage communal, entre 150  et   112 mètres d'altitude, dans une vallée encaissée d'une bonne cinquantaine de mètres par rapport au plateau avoisinant, et le Kergoat, à la limite sud de la commune, autre affluent de rive gauche de l'Hyères, dont le cours a été utilisé par le canal de Nantes à Brest.
Le bourg est situé vers 210 mètres d'altitude, mais les altitudes varient de 242 mètres (sur le tracé de la RD 23, à la limite est du finage communal ; un lieu-dit au toponyme révélateur, « La Montagne », est situé le long de cette même route, à l'est du bourg, même s'il n'est qu'à 210 mètres d'altitude) à 116 mètres au sud-est du territoire communal, près de la chapelle Saint-Éloy, dans la vallée du Kergoat et 112 mètres d'altitude au nord-est de la commune dans la vallée de la rivière de Kersault.
L'étang des Sources, vaste de 25 hectares, recense de nombreuses plantes aquatiques.
Une ancienne voie ferrée du réseau breton, la ligne de Carhaix à Loudéac, desservait Maël-Carhaix ; son tracé a été réutilisé et aménagé comme voie verte, à la fois sentier de randonnée et piste cyclable.

### Cadre géologique

Carte géologique du Massif armoricain.

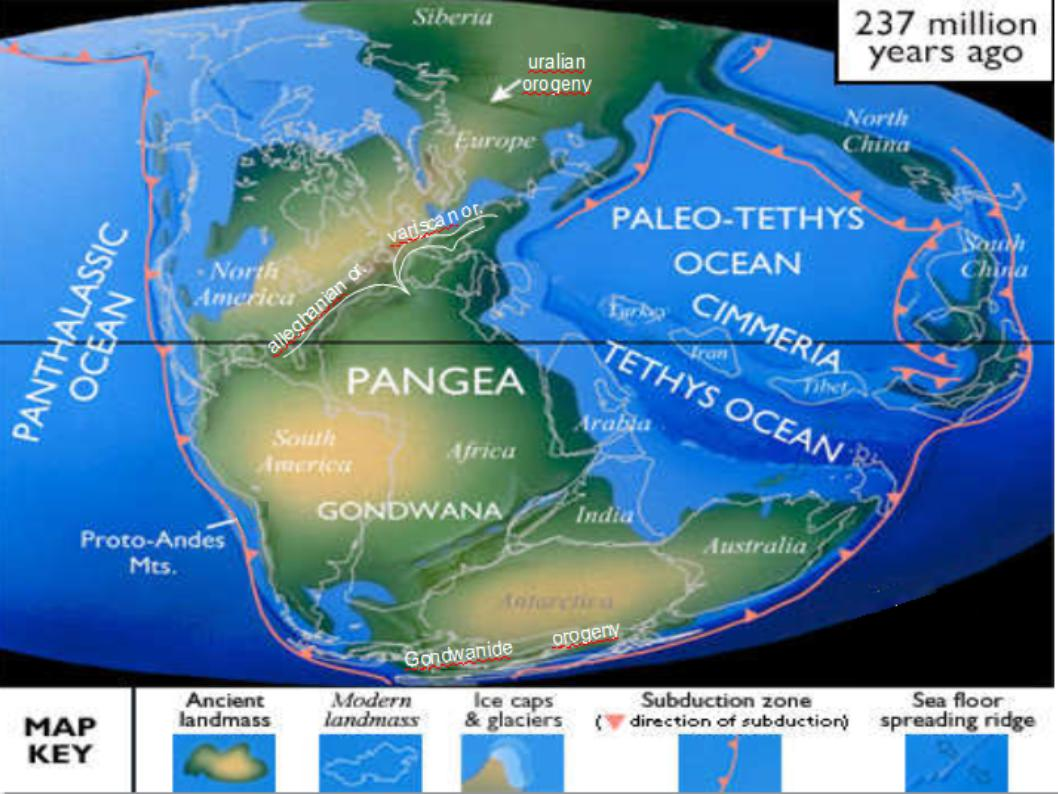
Reconstruction moderne de la Pangée (il y a 237 millions d'années). La collision entre la Laurussia et le Gondwana à l'origine de ce supercontinent est le moteur de l'orogène varisque (en sur la carte) dont l'empreinte subsiste notamment à travers l'Europe (dessinant un V dont la pointe serait le Massif central).

Maël-Carhaix est située au centre du bassin de Châteaulin, lequel correspond à la terminaison occidentale du synclinorium médian armoricain qui s'étale en une vaste région de composition complexe, de la rade de Brest à Morlaix. Limitée au nord par les monts d'Arrée et la vallée de l'Élorn, tranché à l'ouest par les falaises de la rade de Brest et de la presqu'île de Crozon, bordé au sud par les montagnes Noires, et pincé à l'est par deux failles, cette unité sédimentaire et tectonique a été dénommée dès 1886 par le géologue Charles Barrois, « bassin de Châteaulin ». Cependant, « il paraît juste, au plan morphologique, d'ajouter à ce nom celui de Carhaix qui localise mieux à l'est l'ampleur de l'extension de cette unité ».
Le bassin très subsident de Châteaulin-Carhaix est une dépression qui s'étend sur une longueur approximative de 100 km, creusée dans des molasses métamorphisées en schistes à dominante carbonifère.
La géologie du bassin de Châteaulin se caractérise notamment par les « schistes de Châteaulin » qui présentent des veines ardoisières exploitées depuis plusieurs siècles. Si ces schistes sont utilisés dès le Paléolithique (lame polie, gravure), l'époque des premières extractions d'ardoises de couverture dans cette région reste encore imprécisée mais la cathédrale de Quimper emploie les ardoises de Laz et de Gouézec dès le XVe siècle, l'église Saint-Maclou de Rouen fait appel vers 1526 à l'ardoise de Châteaulin. Au XVIIIe siècle, les carrières sont cantonnées dans les environs de Châteaulin, tout près de l'estuaire de l'Aulne et assurent la prospérité de Port-Launay qui transporte les ardoises par péniche jusqu'à la rade de Brest, d'où elles sont exportées jusqu'en Normandie par petits caboteurs. L'activité reste importante au XIXe siècle, dans des ardoisières dont le développement est favorisé par leur proximité avec le canal de Nantes à Brest, le chemin de fer à voie étroite et l'amélioration du réseau routier. Le principal centre s'étend alors vers Motreff et Carhaix qui développent des exploitations mécanisées (outillage des mines tels que marteaux-pneumatiques, treuil puissant, compresseurs à air, pompes d'exhaure). Les veines étaient de bonne qualité (le pendage subvertical en facilitant la taille) et économiquement viables en raison du très bas prix de la main d'œuvre. Mais les sites disposaient de niveaux ardoisiers de faible épaisseur et en carrière souterraine (celles à ciel ouvert ayant été épuisées), si bien que ces exploitations bretonnes n'ont pas résisté à la concurrence industrielle des grandes ardoisières de Trélazé et des ardoises d'Espagne, ces dernières assurant 80 % de la demande française.
La roche de Maël-Carhaix montre des alternances de schistes noirs, ardoisiers, et wackes, caractéristiques de la Formation de Pont-de-Buis. Ces schistes et wackes noirs (contenant des plantes flottées et d'anciens végétaux pouvant atteindre 7 % en poids de la roche totale) constituent un véritables musée géologique à ciel ouvert, témoin de la biodiversité exceptionnelle au Carbonifère. En effet à cette époque, le Gondwana entre en collision avec la Laurussia (approximativement l'Amérique du Nord, l'Europe limitée à peu près au niveau actuel de l'Oural) puis avec la Sibérie, à l'origine de la chaîne hercynienne et de la Pangée. Ce supercontinent forme alors un vaste domaine continental réparti de part et d'autre de l'équateur. Il bénéfice d'un climat tropical chaud et humide et voit le développement de la plus vaste forêt équatoriale qu'ait connue notre planète. Dans les marécages côtiers, couverts par une végétation luxuriante (fougères arborescentes, prêles, sphaignes, mousses, gymnospermes — ancêtres de nos sapins — et un groupe botanique aujourd'hui disparu, celui des lycophytes), se sont décomposés ces végétaux. Ils ont ainsi contribué à la formation des couches de roches riches en débris végétaux et en matière carbonée, notamment celles du bassin de Châteaulin, mais aussi les roches carbonées de type charbon des bassins houillers.
La commune a abrité à partir du milieu du XIXe siècle de nombreuses carrières et mines d'ardoises, particulièrement le long de la route allant du bourg de Maël-Carhaix à Locarn (à Coat-Maël (ouverte en 1889), Kervaconan, Kerviaderrien, Bel-Air, Moulin Lande et Kergonan) ; l'apogée de l'activité ardoisière se situe vers la fin de la décennie 1920, avec environ 250 employés ; l’ardoise bleue de Maël-Carhaix était très réputée pour sa qualité et a été utilisée sur de très nombreux monuments comme la cathédrale du Mans, les halles de Questembert, l'Assemblée nationale, la Sorbonne, le château de Vincennes, le palais de Chaillot, les Invalides ou encore le Parlement de Bretagne (après l'incendie en 1994). Le déclin est brutal : Coat-Maël ferme en 1929, le puits Connan en 1959. La dernière ardoisière, celle du Moulin de La Lande, ferme en 2000.

### Hydrographie
Pour un article plus général, voir Réseau hydrographique des Côtes-d'Armor.
La commune est située dans le bassin Loire-Bretagne. Elle est drainée par le Kersault,.
Le Kersault, d'une longueur de 17 km, prend sa source dans la commune de Kergrist-Moëlou et se jette  dans l'Hyère à Locarn, après avoir traversé quatre communes. 
Un plan d'eau complète le réseau hydrographique : l'étang des Sources (6,18 ha),.

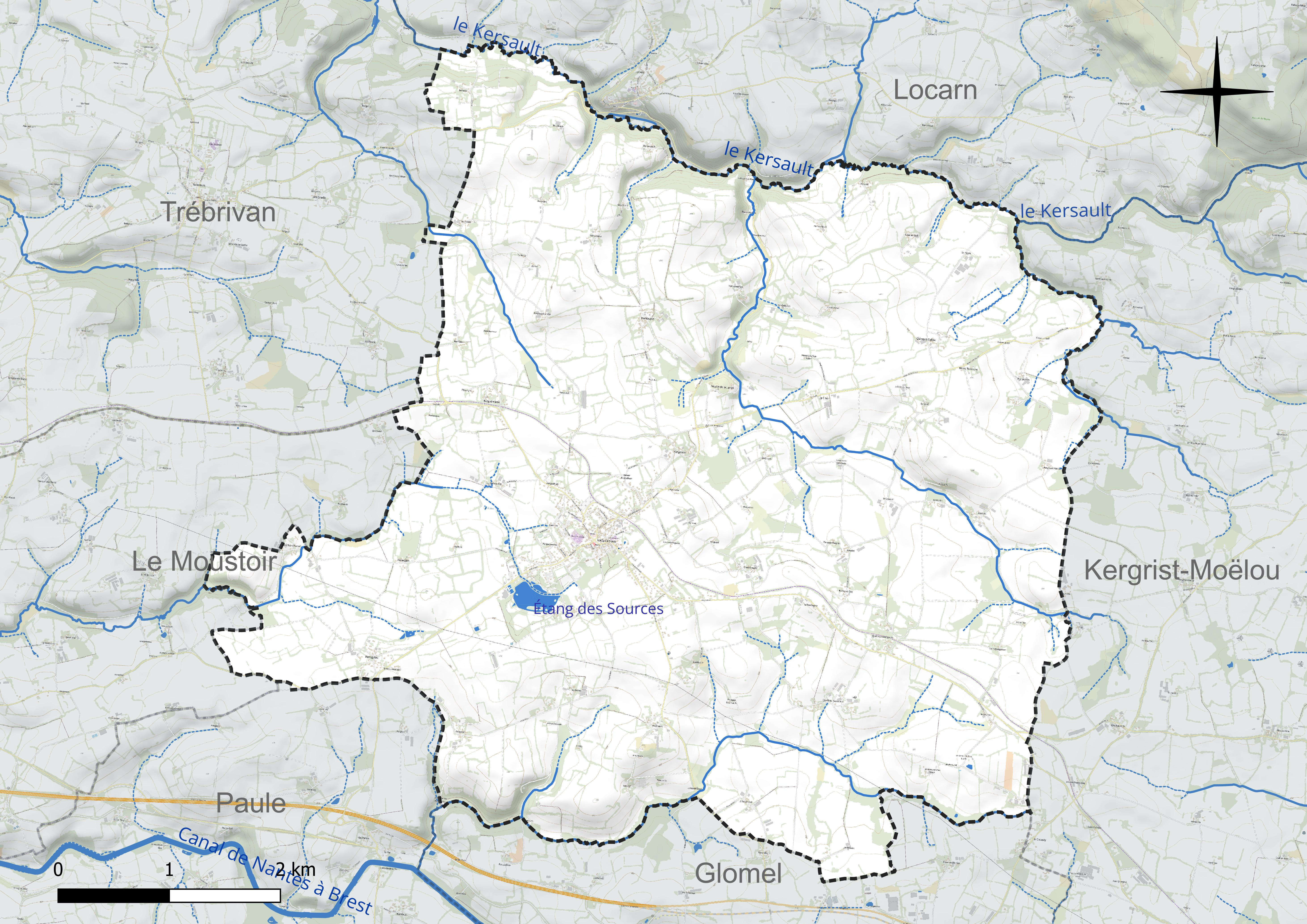
Réseau hydrographique de Maël-Carhaix.

### Climat
Pour des articles plus généraux, voir Climat de la Bretagne et Climat des Côtes-d'Armor.
En 2010, le climat de la commune est de type climat océanique franc, selon une étude du CNRS s'appuyant sur une série de données couvrant la période 1971-2000. En 2020, Météo-France publie une typologie des climats de la France métropolitaine dans laquelle la commune est exposée à un climat océanique et est dans la région climatique  Finistère nord, caractérisée par une pluviométrie élevée, des températures douces en hiver (6 °C), fraîches en été et des vents forts. Parallèlement l'observatoire de l'environnement en Bretagne publie en 2020 un zonage climatique de la région Bretagne, s'appuyant sur des données de Météo-France de 2009. La commune est, selon ce zonage, dans la zone « Monts d'Arrée », avec des hivers froids, peu de chaleurs et de fortes pluies.
Pour la période 1971-2000, la température annuelle moyenne est de 10,9 °C, avec  une amplitude thermique annuelle de 11,8 °C. Le cumul annuel moyen de précipitations est de 1 106 mm, avec 15,7 jours de précipitations en janvier et 8,7 jours en juillet. Pour la période 1991-2020, la température moyenne annuelle observée sur la station météorologique la plus proche, située sur la commune de Rostrenen à 10 km à vol d'oiseau, est de 11,1 °C et le cumul annuel moyen de précipitations est de 1 146,6 mm,. Pour l'avenir, les paramètres climatiques de la commune estimés pour 2050 selon différents scénarios d’émission de gaz à effet de serre sont consultables sur un site dédié publié par Météo-France en novembre 2022.

## Urbanisme

### Typologie
Au 1er janvier 2024, Maël-Carhaix est catégorisée commune rurale à habitat dispersé, selon la nouvelle grille communale de densité à 7 niveaux définie par l'Insee en 2022.
Elle est située hors unité urbaine. Par ailleurs la commune fait partie de l'aire d'attraction de Carhaix-Plouguer, dont elle est une commune de la couronne,. Cette aire, qui regroupe 18 communes, est catégorisée dans les aires de moins de 50 000 habitants,.

### Occupation des sols

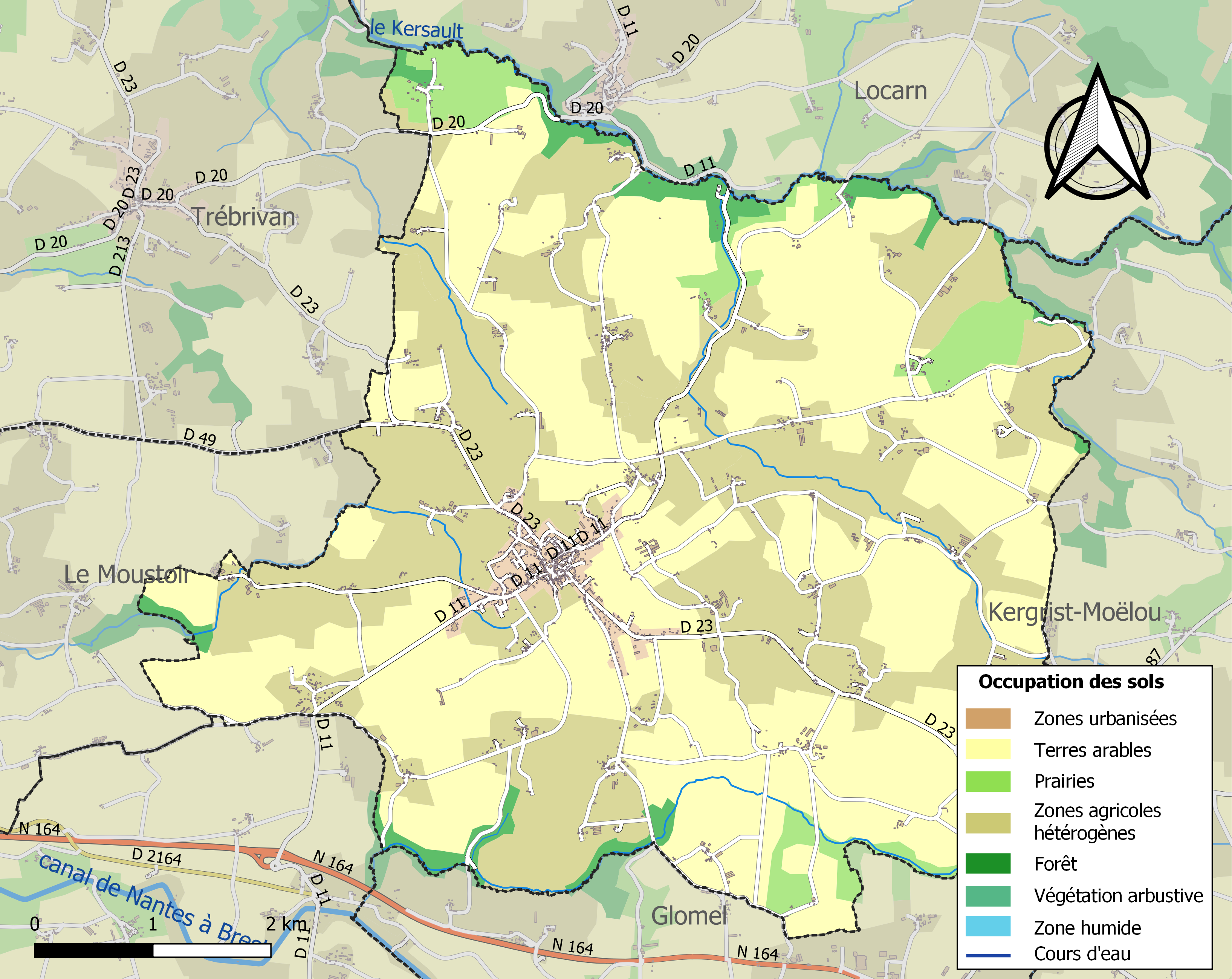
Carte des infrastructures et de l'occupation des sols de la commune en 2018 (CLC).

Le tableau ci-dessous présente l'occupation des sols de la commune en 2018, telle qu'elle ressort de la base de données européenne d’occupation biophysique des sols Corine Land Cover (CLC).
| Type d’occupation                                                                   | Pourcentage | Superficie (en hectares) |
| ----------------------------------------------------------------------------------- | ----------- | ------------------------ |
| Tissu urbain discontinu                                                             | 2,3 %       | 87                       |
| Terres arables hors périmètres d'irrigation                                         | 50,1 %      | 1857                     |
| Prairies et autres surfaces toujours en herbe                                       | 4,9 %       | 182                      |
| Systèmes culturaux et parcellaires complexes                                        | 36,0 %      | 1335                     |
| Surfaces essentiellement agricoles interrompues par des espaces naturels importants | 3,5 %       | 130                      |
| Forêts de feuillus                                                                  | 3,1 %       | 113                      |
| Source : Corine Land Cover                                                          |             |                          |

## Toponymie
Le nom de la localité est attesté sous les formes Medle en 1264, Mezle en 1317, vers 1330, en 1368, 1487, 1535, en 1536, et en 1591, Mesle en 1591, Mesle Kerhaes en 1670, Mezle-Carhaix en 1777, Maële en 1783, Maël-Carhaix en 1790.
En breton : Mel Karhez.
Le nom de Maël-Carhaix proviendrait de saint Maël (saint laïc honoré au Pays de Galles et du nom de la localité voisine de Carhaix dont elle est issue.
« Cette forme, qui par sa constance écarte tout rapprochement avec Maël-Pestivien, suggère un rapprochement avec le gaulois metlo-, élément présent dans Metlosedum, toponyme cité au Ier siècle av. J.-C. et qu'on identifie avec Melun (Seine et Marne). Peut-être prototype du gaulois mello- (colline), sens qui s'accorde avec le site du bourg, cet élément, s'il était avéré, assignerait au nom de Maël une origine très ancienne, sans doute pré-bretonne ».

## Histoire

### Origines
Le manoir de Maël-Carhaix date du XIVe siècle, a été remanié au XVIe siècle ; il se trouve en plein bourg, face à l'église paroissiale.

### Antiquité

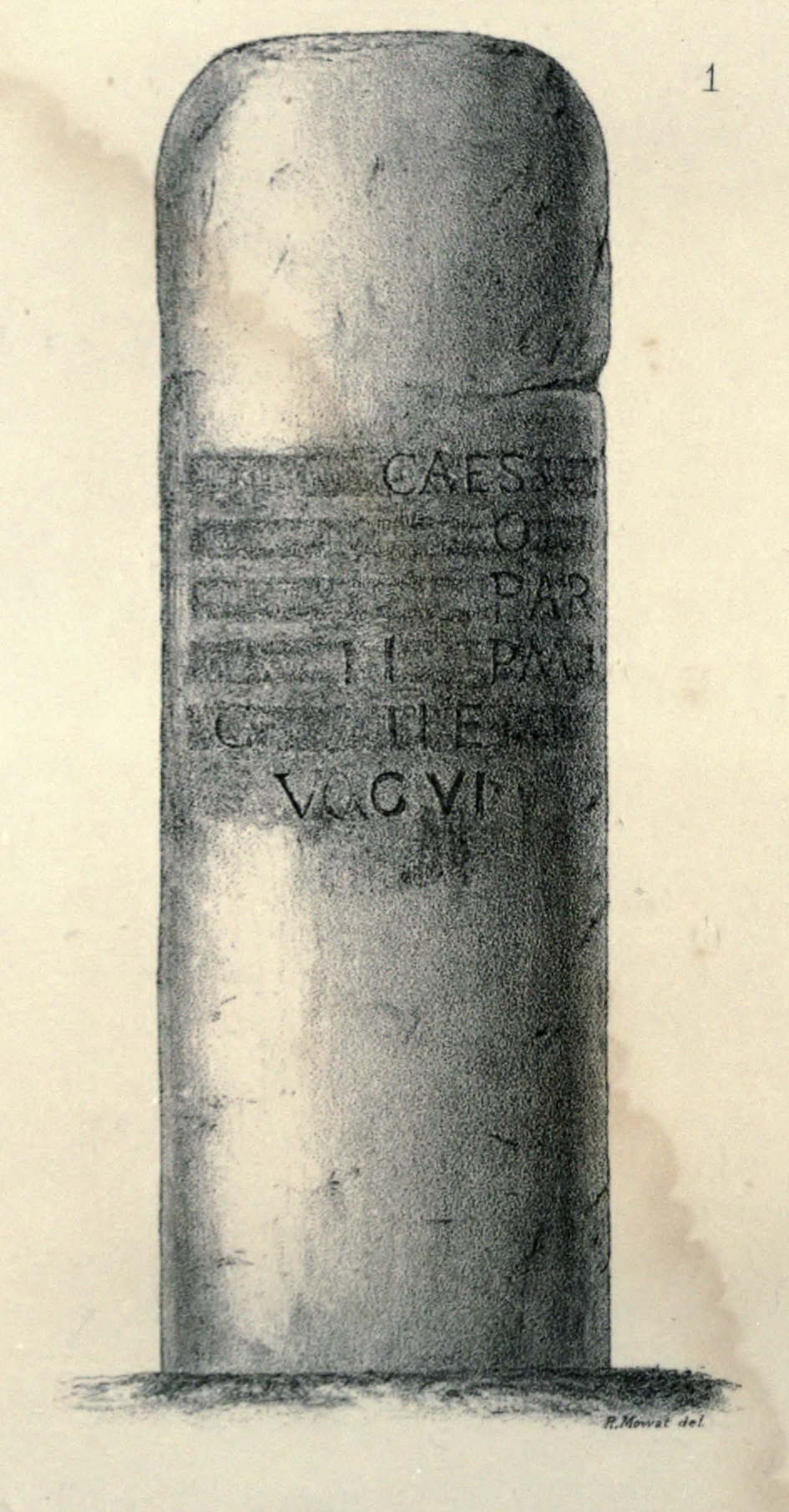
Relevé, par Robert Mowat, de la colonne itinéraire de Maël-Carhaix.

Une colonne itinéraire romaine a été décrite en 1874 par Robert Mowat. Elle était située au bord de la voie romaine  de Vorgium (Carhaix) à Corseul, qui passait à 500 mètres au nord du bourg de Maël-Carhaix,.
L'aqueduc romain de Carhaix  parcourt en partie la commune de Maël-Carhaix. Il prend sa source principale à Saint-Symphorien, près de la motte féodale de Brécillien (voir discussion sur Brocéliande), en Paule.

### Moyen Âge
Maël-Carhaix est une ancienne châtellenie du Poher  ; le seigneur de Maël-Carhaix avait droit de haute, moyenne et basse justice sur les paroisses de Kergloff, Mezle (Maël-Carhaix) et Plusquellec, les fourches patibulaires étant sur la rive de l'étang du château, qui appartenait à la famille de Mezle, laquelle avait prééminence dans l'église paroissiale, ainsi que dans les deux chapelles de Kerléon et de Sainte-Catherine. La paroisse de Maël-Carhaix provient du démembrement de la paroisse primitive de l'ancienne Armorique de Plouguer, le nom étant cité pour la première fois en 1264 sous la forme Medle, puis en 1317 sous la forme Mezle, citée à nouveau en 1368 dans un document qui précise que la paroisse appartient au diocèse de Quimper. 

### Époque moderne
La seigneurie de Mezle passa en 1652 aux mains de la famille Budes du Tertre-Jouan, puis successivement sans celles des familles Jégou de Kerlivio, Rougé du Plessis-Bellière, Lorraine-Elbeuf, avant d'être achetée en 1785 par la famille Gicquel du Nédo.
En 1636, le seigneur de Quélen envoie plusieurs charretiers « à la paroisse de Mezle [Maël-Carhaix], située près le bourg de Locarn pour prendre livraison du nombre de huit charretées d'ardoises (...) et charroyer de la paroisse au manoir du Dresnay ». Le manoir du Dresnay, situé en Loguivy-Plougras, appartenait alors à la famille de Quélen.
À Maël-Carhaix, à Lan Delazec, le linteau d'une fenêtre porte l'inscription : Cette maison a été bâtie an de grâce 1666 le jour de la feste du sainct sacrement et de la feste de sainct Jean" ; l'inscription est entourée de deux têtes d'anges.
Au XVIIIème siècle, la paroisse prend le nom de Mezle-Carhaix, le nom de Maël-Carhaix apparaissant pour la première fois en 1790 . Les manoirs de Kergonan et du Quinquis-Saliou (ce dernier fut la propriété du chef chouan Claude-René Guezno de Penanster) existaient dans la paroisse au XVIIIe siècle.
Jean-Baptiste Ogée décrit ainsi Mezle-Carhaix en 1778 :

« Mezle-Carhaix ; sur un coteau ; à 13 lieues à l'Est-Nord-Est de Quimper, son évêché ; à 27 lieues deux tiers de Rennes ; et à 2 lieues un tiers de Carhaix, sa subdélégation et son ressort. Cette paroisse , dont la cure est à l'ordinaire, relève du Roi, et compte 1 700 communiants. On y voit le prieuré de Kerléan. Ce territoire, coupé de ruisseaux qui vont se jeter dans la rivière d'Aulne, offre à la vue des terres bien cultivées, des prairies, des landes et des arbres à fruits. »

Entre le 24 août et le 24 décembre 1779, une épidémie de "dissenterie" (typhus ? fièvre typhoïde ?) provoque le décès de 160 personnes sur la paroisse de Maël-Carhaix.
Cinq chapelles se trouvaient dans la paroisse :La Trinité, Sainte-Agnès de Kerbourne, Sainte-Catherine, Saint-Eléard de Landezalec et Saint-Guignerec : toutes ont disparu de nos jours.

### LeXIXesiècle
A. Marteville et P. Varin décrivent ainsi Maël-Carhaix en 1853 ;

« Maël-Carhaix : Commune formée par l'ancienne paroisse de ce nom ; aujourd'hui cure de 2e classe. (...) Principaux villages : le Fertey, Kervouache, Kernennou, Kergilot, Kerguemarec, Kerdoupin, Kervaconan, Kerviaderien,Cocornet, Quinquis-Saliou, Pempoullou, Kernostis, Junubic, Gouevrach, Quilliou, Suzanne, Landelazec, Kerléan, Roscoat, Kerborou, Quenecouret, Kerougar, Kerogulou, Kerlarc'hant, Kerquelboult, Kerronan. Superficie totale : 3 656 hectares 68 ares, dont (...) terres labourables 2 720 ha, prés et pâturages 391 ha, bois 25 ha, vergers et jardins 120 ha, landes et incultes 237 ha (...). Moulins : 6 (de la Lande, Kerforn, Kergoriou, de Maël ; à eau). Géologie : schiste argileux. On parle le breton »

Le journal La Presse écrit en 1856 : « Les habitants de Maël-Carhaix sont en partie atteints d'une maladie d'intestin dont on ignore la nature, et qui cause chaque jour deux ou trois décès ». Il s'agissait d'une épidémie de dysenterie qui fit six morts parmi les 41 malades touchés à Maël-Carhaix et 2 morts parmi les 16 malades touchés à Trébrivan. Selon un médecin de Callac, « les chaleurs excessives pour notre pays qui ont régné à la fin de l'été et au commencement de l'automne ont donné lieu à des brouillards épais devant contenir des miasmes marécageux. Tous les villages où l'ai rencontré des malades sont situés dans des lieux peu élevés et voisins de marécages renfermant non loin des habitations des matières végétales en décomposition, des excréments d'animaux, et presque toujours des flaques plus ou moins grandes d'une eau boueuse et stagnante. La maladie n'a sévit en général que sur la classe indigente qui loge dans des habitations mal aérées, trop petites pour le nombre d'habitants, et qui n'a pour se couvrir le corps que des vêtements insuffisants et peu propices à les défendre du froid et de l'humidité ».

Joachim Gaultier du Mottay indique en 1862 que Maël-Carhaix dispose d'une école de garçons ayant 47 élèves et qu'une école des filles est en construction ; il écrit aussi que « le bourg, éloigné de grandes voies de communication, ne compte qu'un très petit nombre d'habitations » et que « le territoire 
[est] accidenté, montueux, peu boisé, coupé de nombreux ruisseaux qui se jettent dans l'Aulne ; terres lègères, médiocres ; 1/10e en prairies assez bonnes ; 1/7e en landes et bruyères ».
Une carrière d'ardoises était exploitée en 1880 à Kermabconan (on le sait en raison d'un accident survenu cette année-là) ; une autre à Coat-Maël (deux puits y étaient en activité en 1908), ferma en 1929. La carrière de Moulin Lande a commencé à être exploitée vers la fin du XIXe siècle (elle fut acquise en 1902 par la famille Henry).
En 1889 les pierres de la chapelle de la Trinité furent utilisées pour la reconstruction de l'église paroissiale.

### LeXXesiècle

#### La Belle Époque
Le 20 novembre 1906 l'inventaire des biens d'église s'effectua sans incidents à Maël-Carhaix. Des émeutes et barricades avaient empêché une tentative antérieure.
Le 28 décembre 1909, la carrière du « Moulin de la Lande » est vendue par Pierre Lucas et son épouse à Pierre André et François Henry, carriers demeurant à la Butte du Cheval en Motreff.

#### La Première Guerre mondiale
Le monument aux morts de Maël-Carhaix porte les noms de 167 soldats morts pour la Patrie pendant la Première Guerre mondiale.

#### L'Entre-deux-guerres
Un soldat (Yves Coutellec) originaire de Maël-Carhaix, membre de l'Armée du Levant, est mort pour la France à Tartous (Cilicie) en 1920.

#### La Seconde Guerre mondiale
Le monument aux morts de Maël-Carhaix porte les noms de 43 personnes mortes pour la France pendant la Seconde Guerre mondiale. Parmi elles, plusieurs résistants comme les trois frères Manac'h (Arsène, Auguste et Louis Manac'h) arrêtés le 12 juin 1944 à Pont Clas (au nord de la commune), torturés par la Gestapo à Callac et fusillés le 13 juin 1944 au bois de Boudan en Plestan, en même temps que Pierre Ollivier et Pierre Le Tannou, également de Maël-Carhaix. Le 29 juin 1944 deux résistants furent abattus par les Allemands à proximité du  village de Reudennic.
Parmi les autres, Jean-Louis Corbel, un ouvrier agricole, résistant FTPF, capturé par les Allemands, torturé à Bourbriac dans les caves de la maison Souriman, et fusillé le 16 juillet 1944 à Garzonval en Plougonver, Pierre Lannezval, qui fut tué le 17 août 1944 à Carhaix, et d'autres.
Un groupe du Bezen Perrot, dirigé par Michel Chevillotte, s'installa à Maël-Carhaix entre le 26 juin 1944 et le 7 juillet 1944. À partir de là, les membres du Bezen Perrot, épaulant un régiment d'infanterie allemand, effectuèrent deux rafles, l'une à Callac le 27 juin 1944, l'autre à Trébrivan le 29 juin 1944, et brûlèrent six fermes à Scrignac et dans ses environs. Ce groupe quitta Maël-Carhaix pour Bourbriac le 7 juillet 1944 et participa le 11 juillet 1944 à la rafle de Saint-Nicolas-du-Pélem.

#### Les mines et carrières d'ardoises
« Au début du XXe siècle, les mineurs descendaient sur les échelles en bois en sabots, sans protection. Ils remontaient les blocs de schiste sur leur dos. Ensuite, mon grand-père a installé un manège à chevaux, bientôt remplacé par un système à vapeur et enfin par une machine hydraulique ».
En août 1932, 150 ouvriers des ardoisières de Maël-Carhaix sont licenciés. Le même journal évoque le même jour que la "cholérine" (choléra) sévit dans la commune voisine de Trébrivan.
L'ardoisière de Moulin-Lande, exploitée depuis 1890 comme une mine (trois puits y furent successivement exploités), fut l'une des plus importantes de Bretagne (employant par exemple 300 mineurs en 1935 et produisant cette année-là 12 700 tonnes d'ardoises, soit 9 % de la production française d'alors) et ferma en 2000, la société exploitante étant alors placée en liquidation judiciaire (elle employait encore à l'époque 35 salariés), victime de la concurrence angevine, puis espagnole.
Des ardoises provenant de Moulin-Lande ont servi entre autres pour couvrir l'Assemblée nationale, la Sorbonne, l'abbaye de Paimpont, le hall des sources de Vichy, etc. L'un des derniers importants marchés obtenus fut la couverture de la toiture du Parlement de Bretagne à Rennes après son incendie de février 1994 ; la grande résistance à l’altération météorique (l'ardoise étant d’ailleurs « garantie à vie »), son éclat bleu-nuit et l'apparence rustique, conviennent particulièrement à la couverture des monuments historiques. Les « Ardoisières de Moulin-de-la-Lande » ferment en 1984 mais rouvrent en 1989 sous l'impulsion d'Yvon Barazer qui équipe la mine de machines modernes. Depuis la perte du marché des ardoises de couverture, l'ardoisière s'est reconvertie dans la production de paillages d'ardoises.
Une autre carrière existait non loin, dite du "Bois de Mezle", mais située sur le territoire de la commune voisine de Locarn : ouverte en 1889, exploitée d'abord à ciel ouvert, puis en souterrain, elle comptait une vingtaine d'ouvriers dans la décennie 1920, mais elle ferma au début de la décennie 1930. Un sentier d'interprétation appelé « La vallée des ardoisières », permet de découvrir l'histoire de cette ardoisière du Kreiz Breizh.

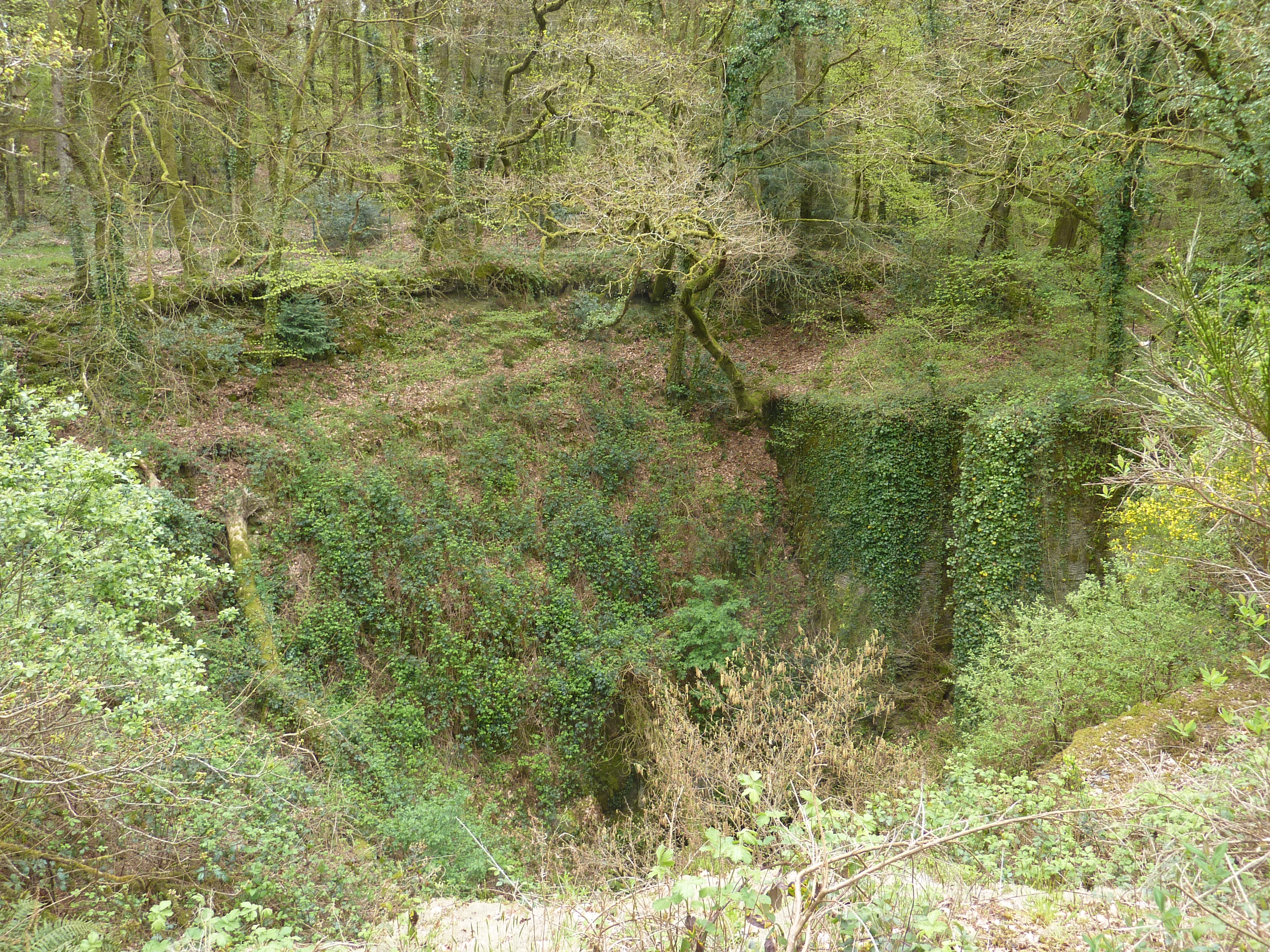
Bois de Mezle : ancienne carrière d'ardoises, puits de l'une des anciennes fosses d'exploitation.
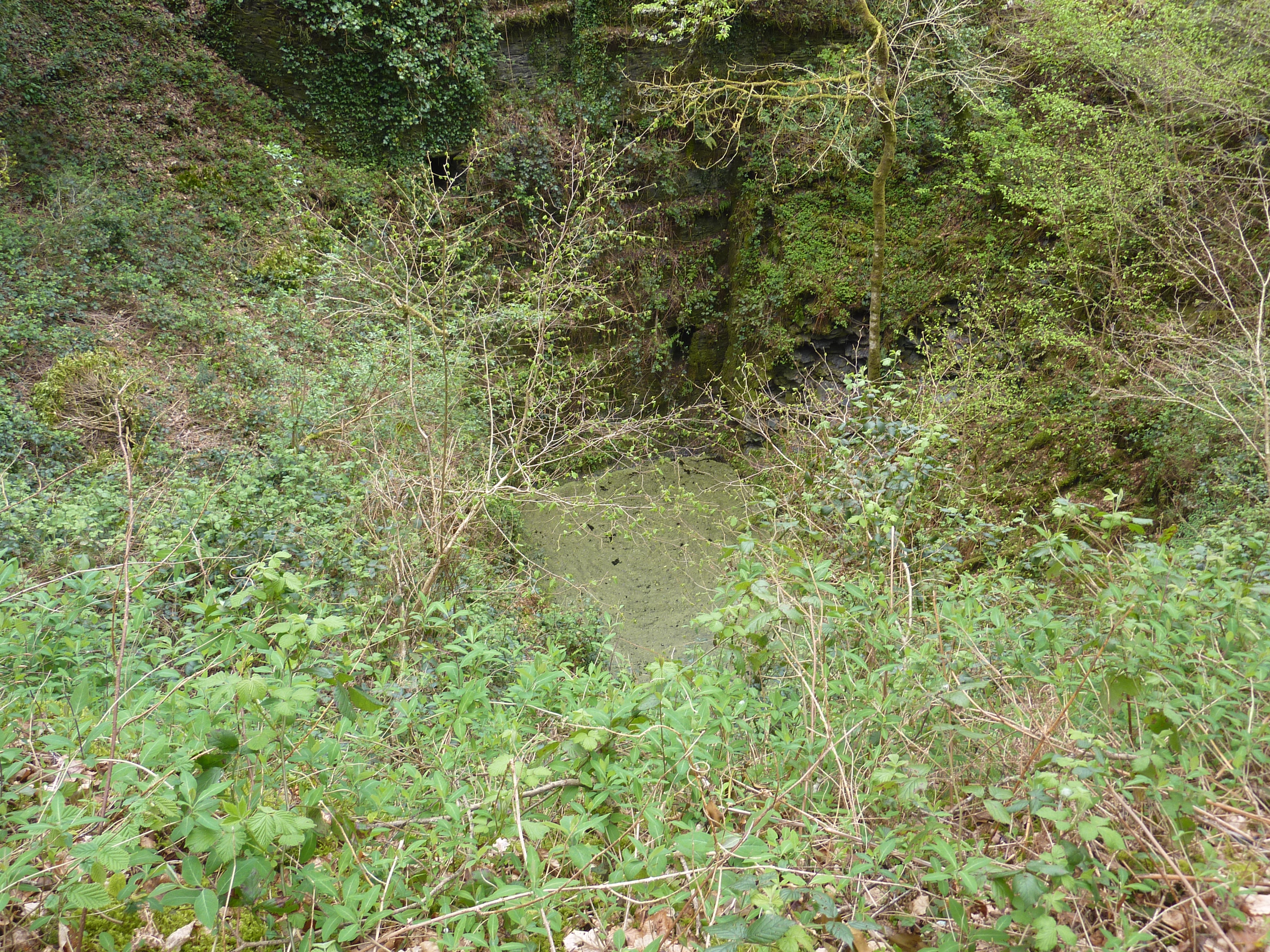
Bois de Mezle : ancienne carrière d'ardoises, puits de l'une des anciennes fosses d'exploitation.
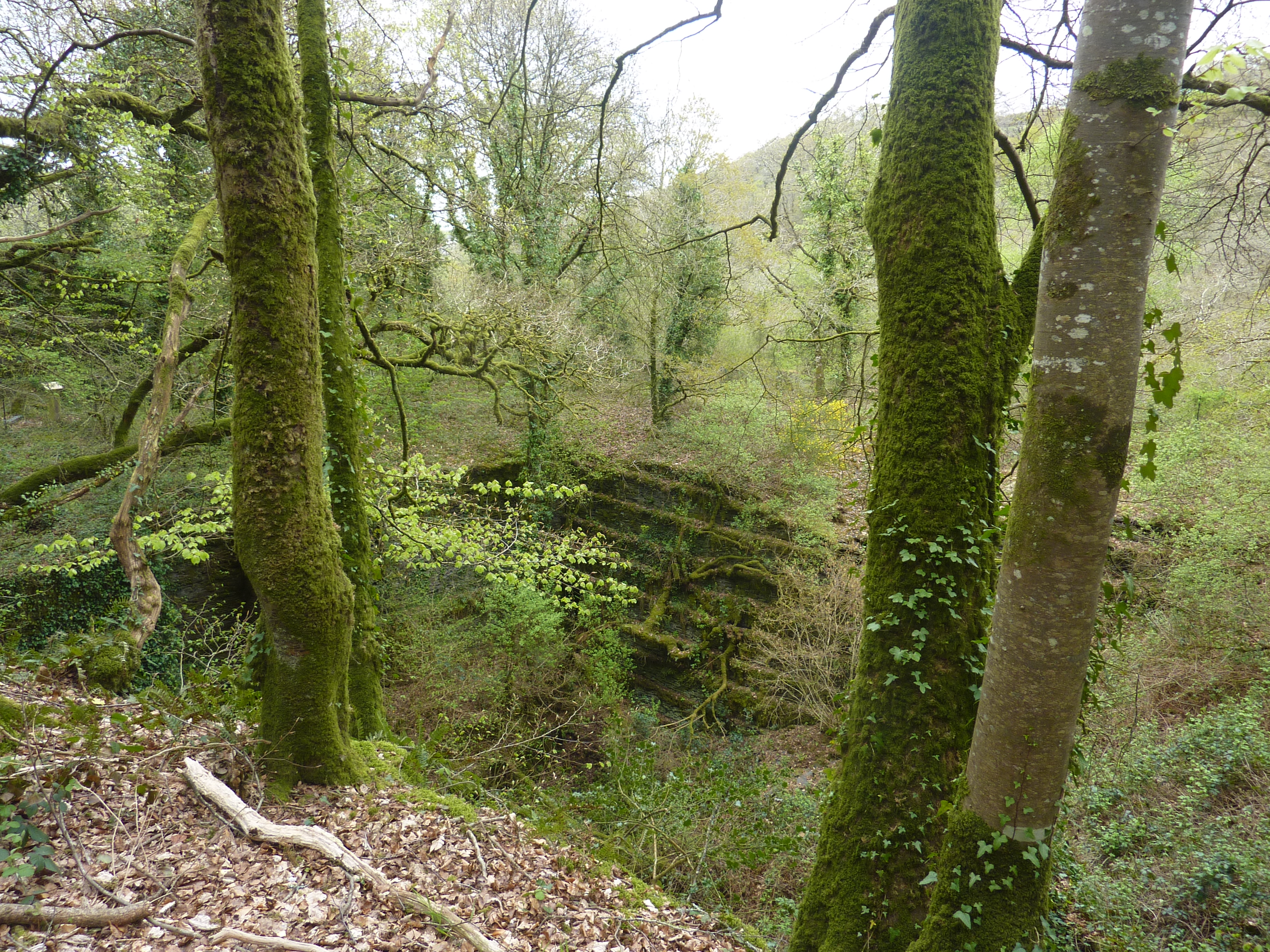
Bois de Mezle : ancienne carrière d'ardoises, haut de l'escalier de l'un des puits d'exploitation.
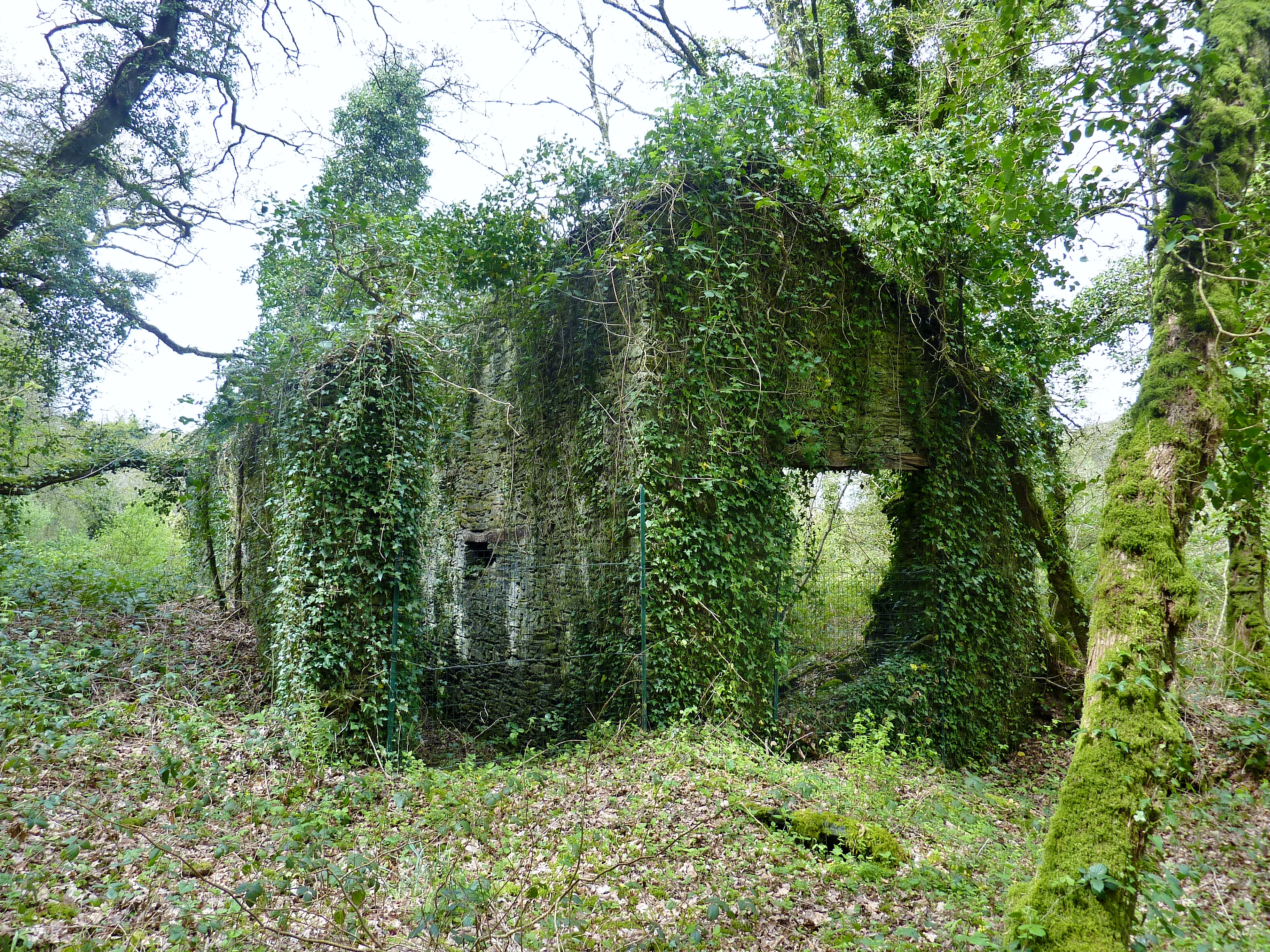
Bois de Mezle : ancienne carrière d'ardoises, bâtiment d'exploitation en ruine.
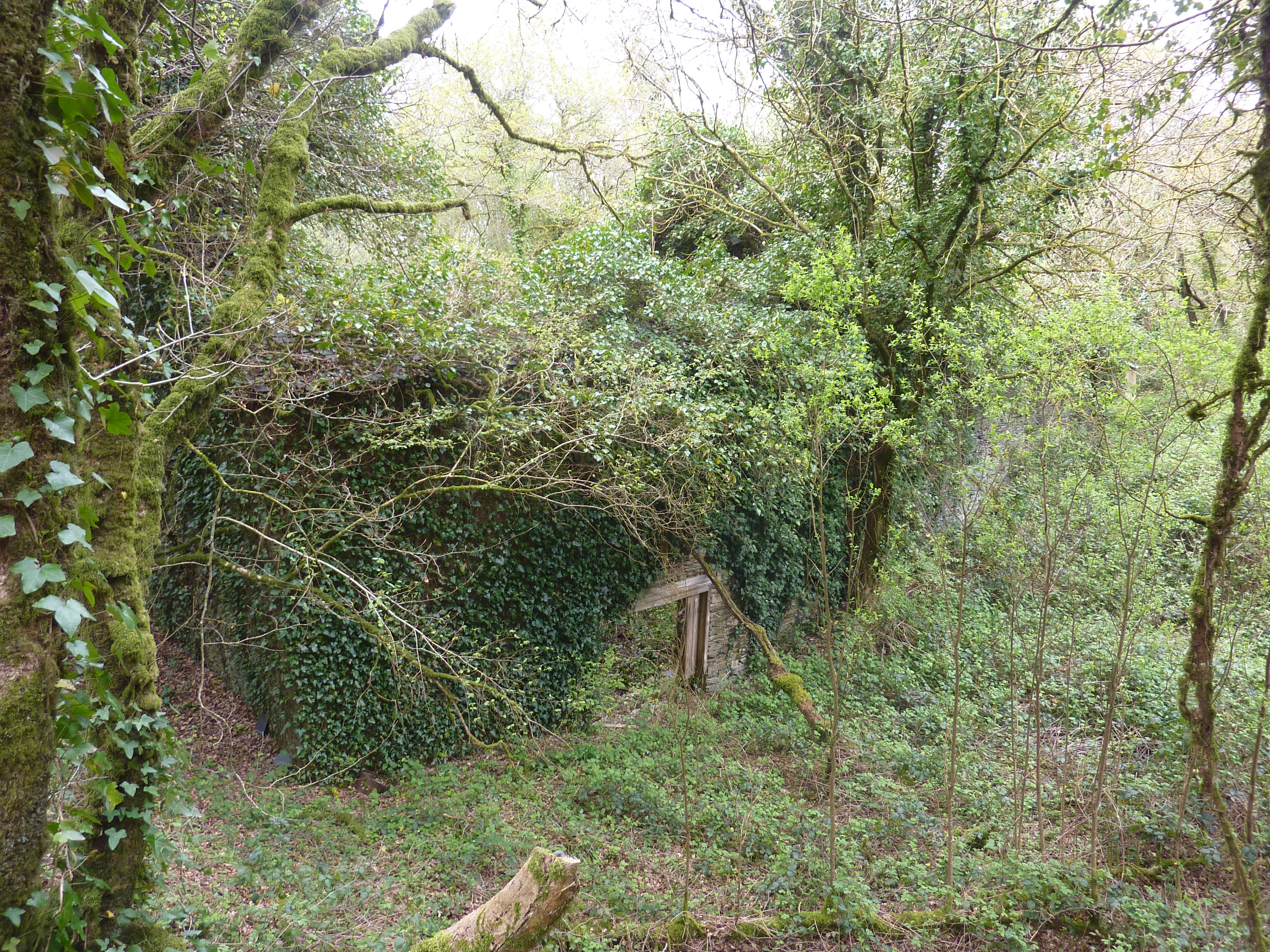
Bois de Mezle : ancienne carrière d'ardoises, bâtiment d'exploitation en ruine.

Un ancien ouvrier de l'ardoisière souterraine du Bois de Mezle témoigne : « Les fonceurs (mineurs) descendaient par des escaliers taillés à même la roche et atteignaient le fond du puits situé à 70 mètres de profondeur. Ils empruntaient ensuite les galeries pour rejoindre les chambres d'exploitation d'où la matère était extraite. Les blocs de schiste une fois détachés étaient acheminés jusqu'au puits principal, puis remontés à la surface grâce à un cable amarré au fond du puits et relié au chevalement de surface. Le niveau actuel de l'eau rappelle qu'il était nécessaire de pomper en permanence. (...) Les blocs de schiste ardoisier étaient remontés à l'aide d'un treuil. Une fois hissés en surface, ils étaient placés sur un plateau de manutention qui coulissait sous le chevalement. Les blocs étaient ensuite transportés sur des wagonnets jusqu'au carreau. (...) Il y a du monde à travailler sur le carreau. On y trouve le forgeron, le contremaître, les transporteurs qui viennent chercher les ardoises. Dans les cabanes 25 fendeurs sont nécessaires pour débiter les blocs qu'on remonte du fond. Parmi eux il y a les « mousses » qui peuvent apprendre le métier à partir de 14 ans. Les fendeurs sont payés à la tâche, c'est-à-dire au nombre d'ardoises qu'ils font dans le mois. Si le bloc est de bonne qualité, un bon fendeur peut faire jusqu'à 600 ardoises en une journée. La plupart des ardoises fabriquées ici sont les grandes tailles de 32 x 22 cm qui partent vers l'Angleterre ». Les accidents étaient fréquents : le même ouvrier témoigne que le 22 août 1928 dans une nouvelle galerie située à 67 mètres de profondeur un bloc de schiste s'est détaché et tomba sur deux mineurs qui eurent les jambes écrasées.

#### L'après Seconde Guerre mondiale
Un soldat (Joseph Huitorel) originaire de Maël-Carhaix est mort pour la France pendant la Guerre d'Indochine.
Au début de la décennie 1950, 240 carriers travaillaient à Maël-Carhaix, dont près de 200 à Moulin Lande et environ 50 dans la carrière Conan à Kergonan, qui ferma en 1958.
À Maël-Carhaix en 1951, parmi les 128 ouvriers des carrières d'ardoise, aucun n'allait à la messe.
Les ardoisières de Moulin Lande ont fermé à la fin de 1984 (elles n'employaient plus alors que 34 ouvriers), ont rouvert en 1988 avant de fermer définitivement en 2000.

### LeXXIesiècle
En 2005, Francis-Jean Kerfers, né à Paris, mais ayant passé son enfance chez sa grand-mère à Maël-Carhaix, décédé âgé de 80 ans à Nouméa (Nouvelle-Calédonie) a légué à la commune une partie importante de ses biens immobiliers dont la valeur, estimée à plus de 1,5 million d'euros doit, selon ses dernières volontés, être employée « en faveur des enfants et des personnes âgées ».
En 2024, malgré sa taille modeste (environ 1 500 habitants), Maël-Carhaix possède 8 médecins généralistes, 9 infirmiers, un kinésithérapeute, une pharmacie, une société d'ambulances ; ce qui est exceptionnel dans un Kreiz Breizh qui est dans l'ensemble sous-doté en offres de soins.

## Héraldique
| Blason | Blasonnement : Parti, au 1er, d'hermines à trois fasces de gueules, au 2e, d'or à un lion de gueules armé et lampassé d'azur. |

## Politique et administration

### Liste des maires successifs
| Période                                  | Période                       | Identité                   | Étiquette | Qualité                                                                                 |
| ---------------------------------------- | ----------------------------- | -------------------------- | --------- | --------------------------------------------------------------------------------------- |
| février 1881                             | avril 1905                    | Joseph-Louis Huellou       |           |                                                                                         |
| avril 1905                               | mai 1912                      | Étienne Garrec             |           |                                                                                         |
| mai 1912                                 | octobre 1947                  | Joseph-Louis Huellou       | Rad.      | Agriculteur, suppléant du juge de paix Conseiller général de Maël-Carhaix (1923 → 1940) |
| octobre 1947                             | 8 mai 1953                    | Yves Donnio (1882-1955)    | SFIO      | Instituteur                                                                             |
| 8 mai 1953                               | 4 octobre 1953 (décès)        | Pierre André (1903-1953)   |           | Copropriétaire et directeur des ardoisières de Moulin-Lande                             |
| novembre 1953                            | mars 1959                     | Paul Galopin               | RGR-Rad.  | Mécanicien                                                                              |
| mars 1959                                | mars 1965                     | Jean Kéribin (1913-1973)   | PSA-PSU   | Forgeron                                                                                |
| mars 1965                                | mars 1971                     | Ernest Evennou (1909-1996) | PSU       | Instituteur                                                                             |
| mars 1971                                | mars 2001                     | Auguste Le Coënt (1934- )  | PCF       | Instituteur puis professeur de collège Conseiller général de Maël-Carhaix (1973 → 1998) |
| mars 2001                                | juillet 2002 (démission)      | Joseph Le Guillou (1940- ) | DVD       | Retraité                                                                                |
| août 2002                                | 4 janvier 2006 (démission)    | Stéphane Rivoal (1973- )   | DVD       | Agriculteur                                                                             |
| 12 janvier 2006                          | 21 mars 2008                  | Michel Le Moal (1932-2011) | DVG       | Retraité des ardoisières                                                                |
| 21 mars 2008                             | 28 mars 2014                  | Michel Henry               | FG        | Professeur retraité                                                                     |
| 28 mars 2014                             | 26 mai 2020                   | Alain Marzin (1950- )      | DVD       | Agriculteur                                                                             |
| 26 mai 2020                              | En cours (au 19 janvier 2021) | Rolande Le Borgne (1957- ) | DVG       | Infirmière retraitée                                                                    |
| Les données manquantes sont à compléter. |                               |                            |           |                                                                                         |

## Démographie
L'évolution du nombre d'habitants est connue à travers les recensements de la population effectués dans la commune depuis 1793. Pour les communes de moins de 10 000 habitants, une enquête de recensement portant sur toute la population est réalisée tous les cinq ans, les populations de référence des années intermédiaires étant quant à elles estimées par interpolation ou extrapolation. Pour la commune, le premier recensement exhaustif entrant dans le cadre du nouveau dispositif a été réalisé en 2004.

En 2022, la commune comptait 1 455 habitants, en évolution de −3,9 % par rapport à 2016 (Côtes-d'Armor : +1,78 %, France hors Mayotte : +2,11 %).
| 1793  | 1800  | 1806  | 1821  | 1831  | 1836  | 1841  | 1846  | 1851  |
| ----- | ----- | ----- | ----- | ----- | ----- | ----- | ----- | ----- |
| 1 865 | 1 767 | 1 771 | 1 483 | 2 013 | 1 956 | 1 969 | 2 204 | 2 203 |

| 1856  | 1861  | 1866  | 1872  | 1876  | 1881  | 1886  | 1891  | 1896  |
| ----- | ----- | ----- | ----- | ----- | ----- | ----- | ----- | ----- |
| 2 066 | 2 119 | 2 235 | 2 092 | 2 237 | 2 184 | 2 364 | 2 439 | 2 616 |

| 1901  | 1906  | 1911  | 1921  | 1926  | 1931  | 1936  | 1946  | 1954  |
| ----- | ----- | ----- | ----- | ----- | ----- | ----- | ----- | ----- |
| 2 763 | 2 630 | 2 758 | 2 928 | 2 931 | 2 732 | 2 776 | 2 617 | 2 320 |

| 1962  | 1968  | 1975  | 1982  | 1990  | 1999  | 2004  | 2006  | 2009  |
| ----- | ----- | ----- | ----- | ----- | ----- | ----- | ----- | ----- |
| 2 173 | 2 046 | 1 832 | 1 663 | 1 613 | 1 538 | 1 512 | 1 512 | 1 592 |

| 2014  | 2019  | 2022  | - | - | - | - | - | - |
| ----- | ----- | ----- | - | - | - | - | - | - |
| 1 535 | 1 469 | 1 455 | - | - | - | - | - | - |

## Langue bretonne
À la rentrée 2017, 29 élèves étaient scolarisés dans la filière bilingue catholique (soit 19,7 % des enfants de la commune inscrits dans le primaire).

## Lieux et monuments
- L'aqueduc romain de Carhaix  parcourt en partie la commune de Maël-Carhaix. Il prend sa source principale à Saint-Symphorien, près de la motte féodale de Brécillien (voir discussion sur Brocéliande), en Paule.
- L'église Saint-Pierre : L'église de Maël-Carhaix fut construite à la fin du XIVe siècle… Mais il faut souligner que l'architecture actuelle date du XIXe siècle. Aujourd'hui on peut donc l'admirer telle qu'elle a été modifiée il y a un peu plus de 150 ans. La récente restauration de l'édifice ne fait qu'accentuer son charme naturel[75].
- Le musée des Ardoisières : Il redonne vie, depuis 2008, à la mémoire de la pierre bleue (en breton Ar Mein Glaz) du Centre-Bretagne et rappelle que Maël-Carhaix disposait dans la première partie du XXe siècle de la plus importante manufacture d'ardoise de Bretagne[76].
- Des ardoisières :
  - Ardoisière de Moulin-Lande[77].
  - Ardoisière de Coat-Maël[78].
  - Ardoisière de Kergonan[79].
- L'étang de Maël-Carhaix: dit aussi "Étang des Sources", vaste de 6 hectares, il a été inauguré le 1er juillet 1989 et se trouve au cœur d'un parc de 25 hectares… Diverses activités peuvent être proposées pour tous les âges et tous les goûts : pédalo, terrain de jeu, baignade…[80].

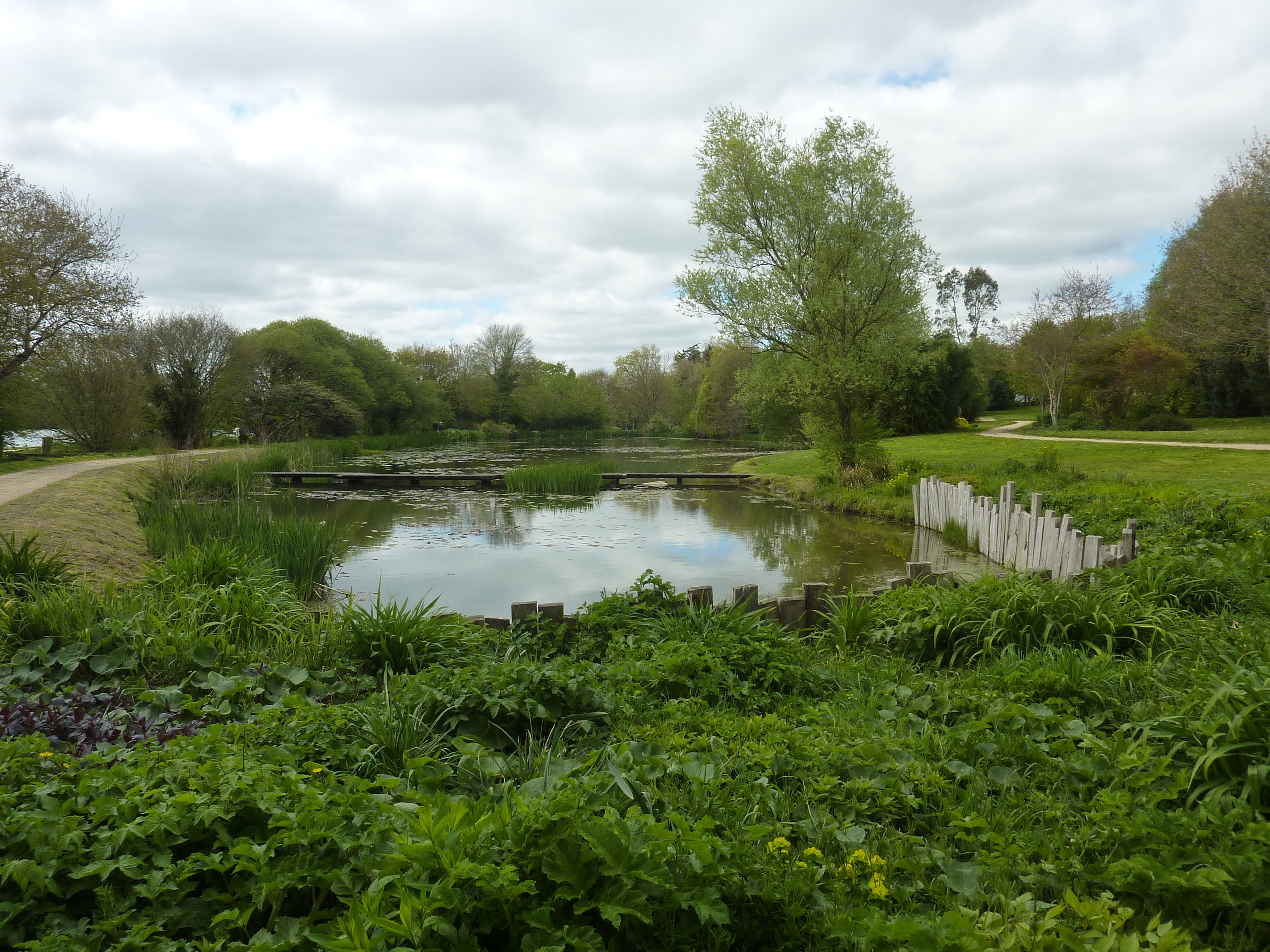
Maël-Carhaix : l'Étang des Sources.
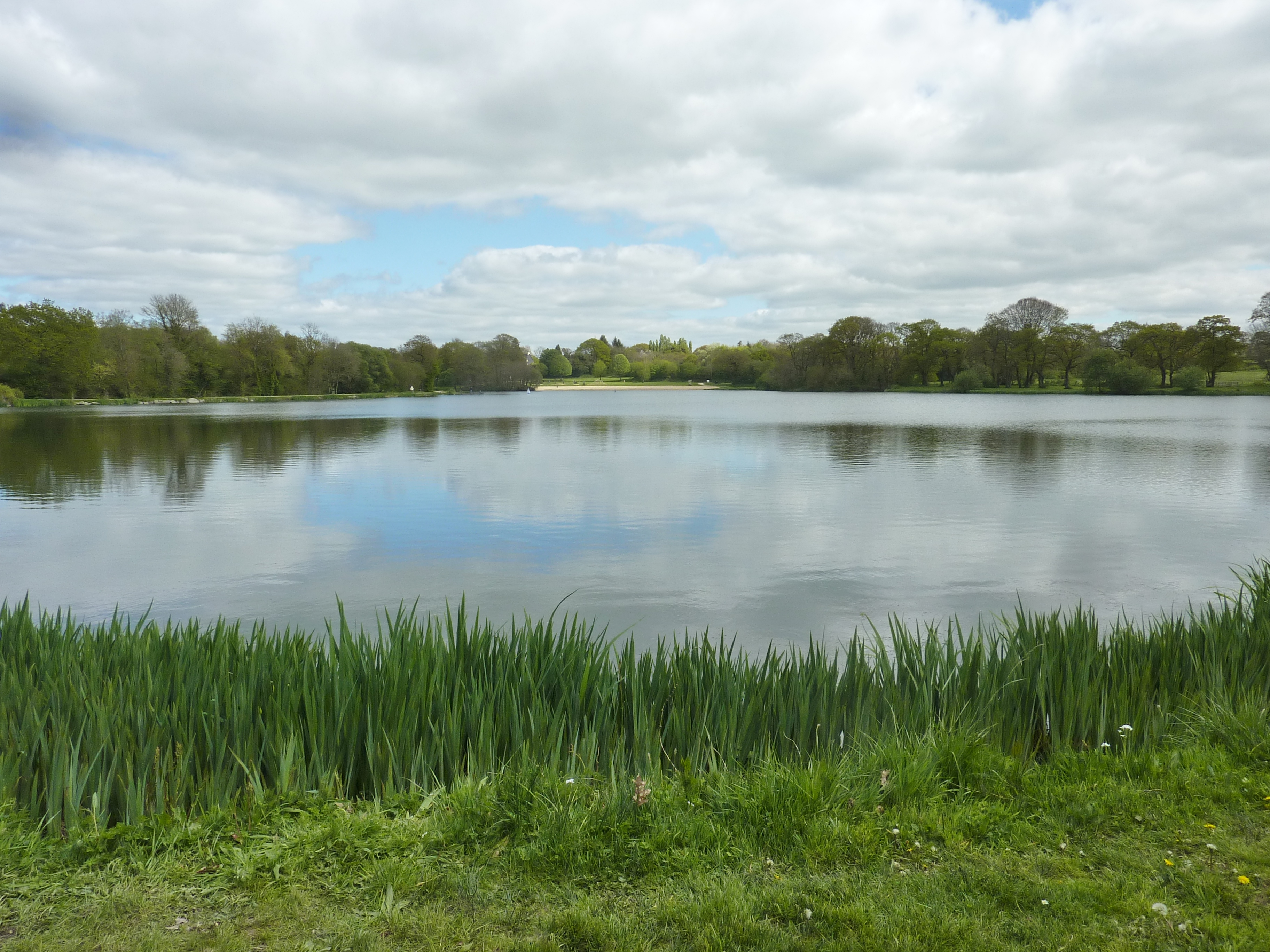
Maël-Carhaix : l'Étang des Sources.

- Le manoir de Maël-Carhaix : élégante demeure datant du XIVe siècle puis remaniée au XVIe siècle, il se trouve au cœur du bourg face à l'école paroissiale. Il n'est pas ouvert à la visite (ce manoir tel que présenté face à l'école paroissiale est en réalité de la fin XIXe).

## Légende
- Selon Kaamelott, célèbre série télévisée, Léodagan est le roi de Carmélide dont le territoire serait centré sur Maël-Carhaix.

## Personnalités liées à la commune
Zon Budes (1929-2018), sonneur de treujenn gaol, clarinette bretonne
- Jean-Louis Le Moigne, né le 13 octobre 1922 à Maël-Carhaix et mort pour la France le 6 juin 1944 sur la plage de Colleville-sur-Orne. Quartier maître commando marine, il fut l'un des 177 commandos à avoir débarqué en France. Il est cité à l’ordre du corps d’armée en date du 12 août 1944 :"Tenue magnifique au feu durant l'attaque du 06 06 1944, a assuré sans arrêt sur une position dangereuse, son débit de feu préparant ainsi l'assaut de la 8e compagnie, a été tué à sa pièce. Cette citation comporte l'attribution de la croix de guerre 1939-1945 avec étoile de vermeil". Son nom est inscrit sur le monument aux morts de Locarn[81].
- Emile Le Scanff dit Glenmor (1931-1996), auteur-compositeur-interprète, écrivain et poète, né à Maël-Carhaix en 1931 ; inhumé à Maël-Carhaix.
- Hervé de Saisy de Kerampuil
- Danièle Évenou